# Saulzoir
Saulzoir is een gemeente in het Franse Noorderdepartement (Frans: département du Nord) (regio Hauts-de-France). De plaats maakt deel uit van het arrondissement Cambrai. Saulzoir telde op 1 januari 2022 1.685 inwoners. Met vrij grote zekerheid vond in de buurt van Saulzoir de slag aan de Sabis plaats.

## Geografie
De oppervlakte van Saulzoir bedroeg op 1 januari 2022 10,1 vierkante kilometer; de bevolkingsdichtheid was toen 166,8 inwoners per km².

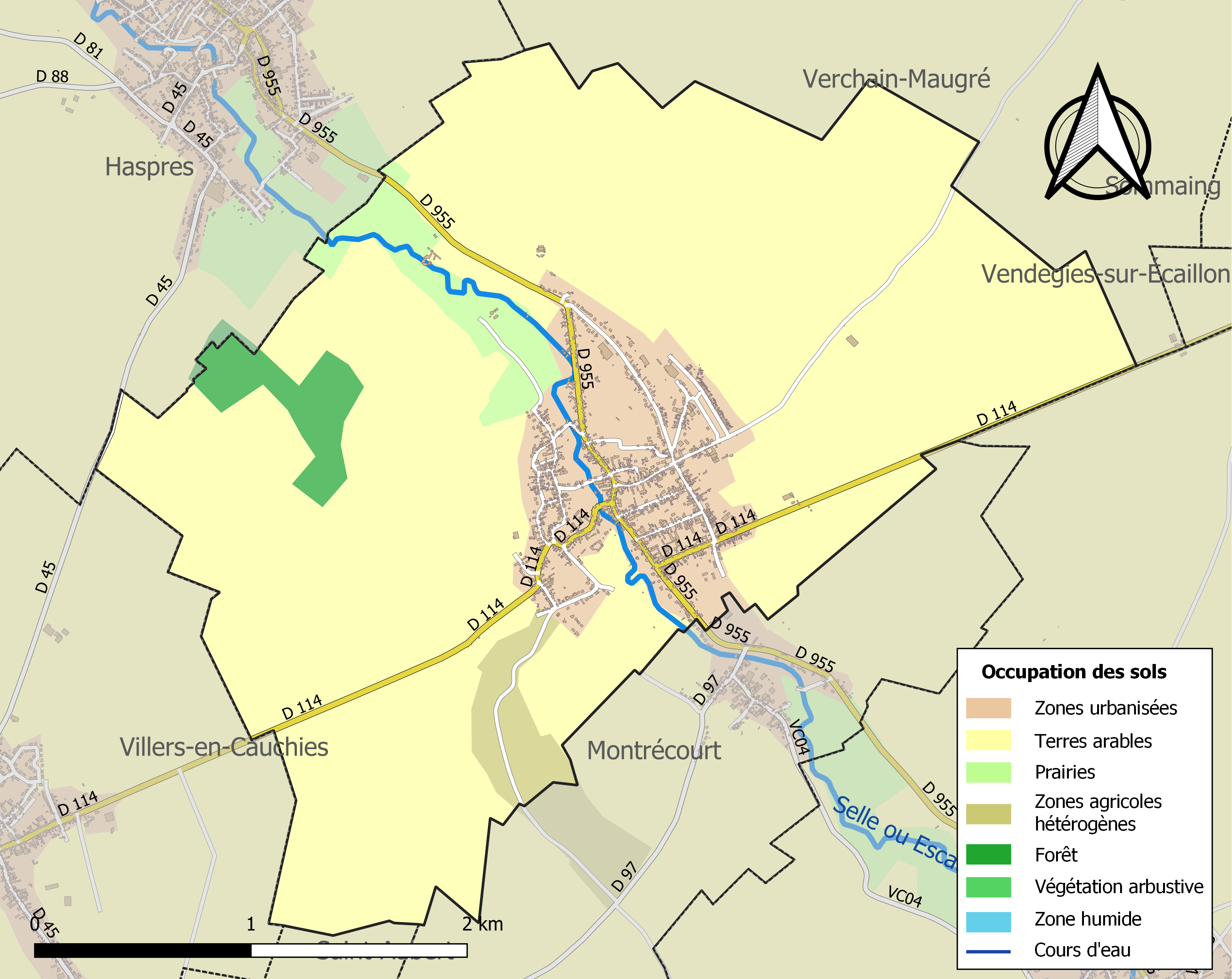
Kaart van de gemeente met belangrijkste infrastructuur, bodemgebruik en omliggende gemeenten

## Demografie
Onderstaande figuur toont het verloop van het inwonertal (bron: INSEE-tellingen).